# Academy of Medical Sciences

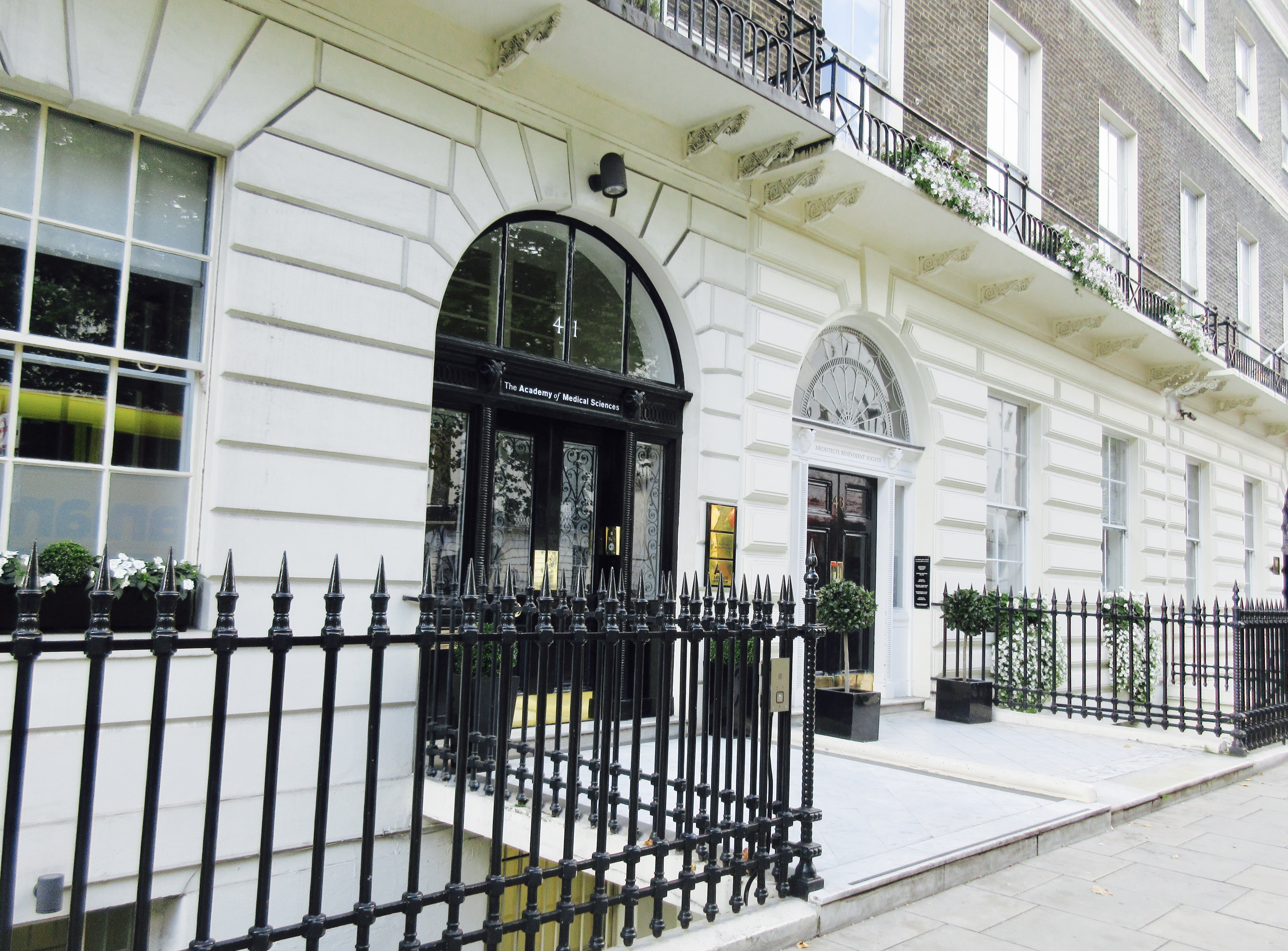
Eingang der Academy of Medical Sciences am Portland Square

Die Academy of Medical Sciences ist die britische Akademie für Medizin mit Sitz in London. Sie wurde 1998 gegründet und ist eine von vier nationalen britischen Akademien neben der Royal Society, der Royal Academy of Engineering und der British Academy. Sie sollte bei ihrer Gründung der zunehmenden Spezialisierung in der Medizin entgegenwirken, die Forschung in der Medizin fördern und unabhängigen Rat in medizinischen Fragen geben können (sie ist unabhängig vom Staat und gemeinnützig).
2008 vereinigte sie sich mit der Novartis Foundation und hat seitdem ihren Sitz am Portland Place 41 in London.
Es gibt gewählte Fellows (abgekürzt FMedSci) – 2017 rund 1200 – und Honorary Fellows.
Die Gründung erfolgte aufgrund des Ratschlags eines Komitees der Royal Society unter Michael Atiyah.

## Präsidenten
- 1998–2002 Peter Lachmann
- 2002–2006 Keith Peters
- 2006–2011 John Irving Bell
- 2011–2015 John Tooke
- 2015–2020 Robert Lechler
- ab 2020 Anne Mandall Johnson